# علم اجتماع العائلة

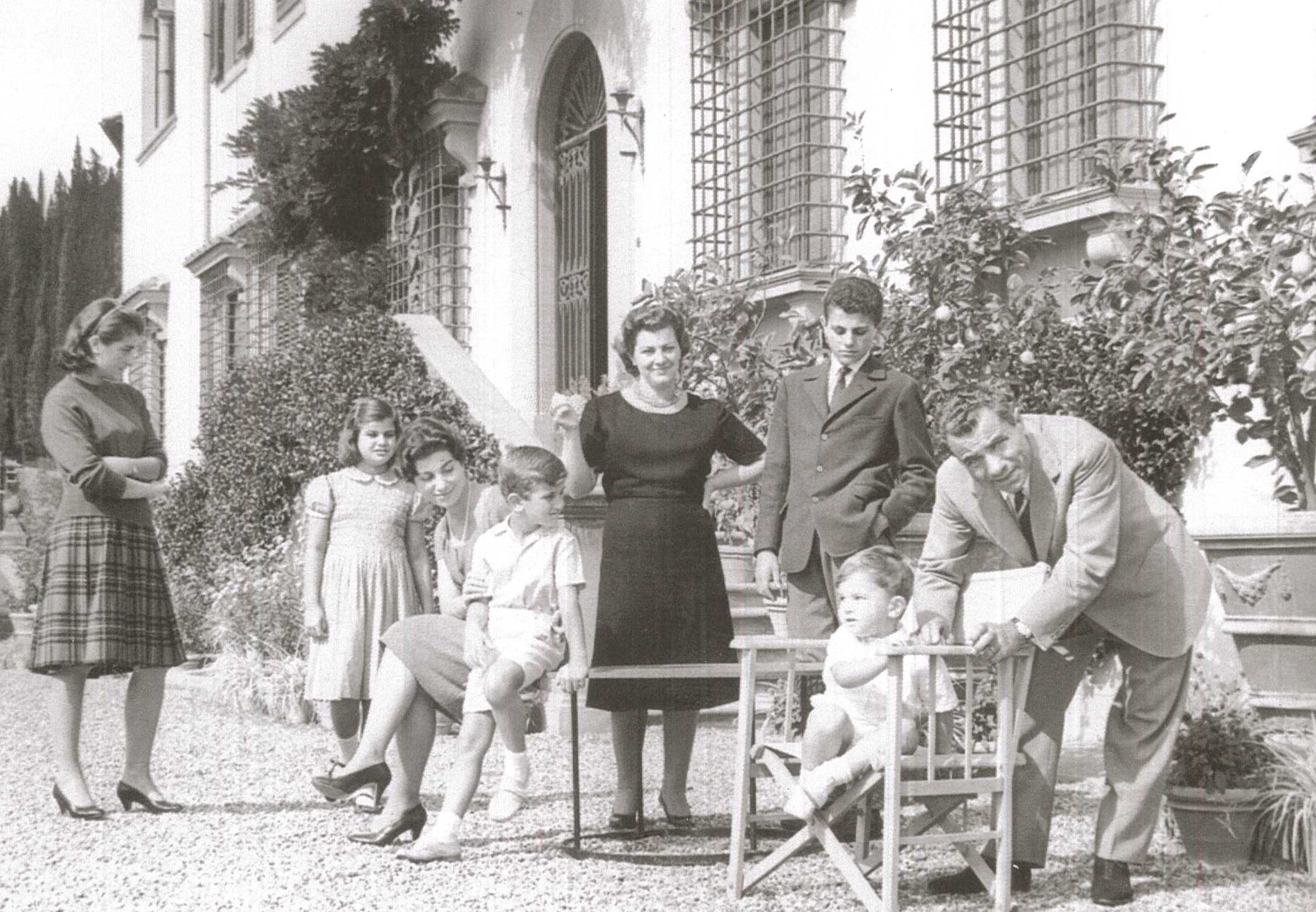

علم اجتماع العائلة هو علم يدرس مراحل تطور ونمو الأسرة ابتداءً من الأسرة النواة والتي يتم تكوينها من الزوجين والأبناء حتي وصولها إلى الأسرة الممتدة، التي تتكون من الأبناء وأبناءالأبناء، ويقوم علم اجتماع العائلة بدراسة الظواهر التي تحدث داخل محيط الأسرة، وشكل النسيج الاجتماعي داخل الأسرة، وأيضا يقوم بدراسة العادات والتقاليد المتبعة في مراسم الزواج والطلاق فلكل مجتمع طقوس وعادات وتقاليد تخصه في مختلف الظواهر الاجتماعية، ونسبة للكم الهائل من المجتمعات في مختلف بقاع العالم، ولبعد المناطق الجغرافية، واختلاف البيئات فهذا يجعل هذه المجتمعات مختلفة في عاداتها وتقاليدها وتركيبتها الاجتماعية، ونجد أن كل مجتمع يتكون من جماعات صغيرة والجماعات الصغيرة، أتت نتاجاً للأسرة، فكان لابد من إيجاد علم يقوم بدراسة محيط الأسرة فنتج عن ذلك علم الاجتماع العائلي.
| العناصر           | مجالات التركيز                                                                              | الأمثلة |
| علم السكان        | حجم الأسرة، العمر، الإثنية، التنوع، الجنس                                                   | - ارتفاع متوسط عمر الزواج. - حسب الشكل التقليدي: الذكر هو المعيل والأنثى ربة المنزل. - زيادة في معدلات الطلاق.                                                     |
| المجال            | ما هي جوانب الحياة الأسرية التي تعتبرها الأسرة أو الحكومة أو المجموعة مهمة؟                 | - وجهات نظر تتعلق بالزواج والجنس - سياسات الدولة التي تتعلق بالهيكل العائلي والاستحقاقات.                                                                          |
| التغيير والتفاعل  | تفاعلات أفراد الأسرة مع بعضهم البعض ومع منظمات أخرى، تأثير التدابير السياسية                | - الزيادة في مرونة أدوار الهوية الجنسية داخل الأسرة المعيشية. - جيل طفرة المواليد. - تأثير العيش في أسرة متعددة الأجيال. - العلاقات بعيدة المدى- العمالة الأجنبية. |
| الأيديولوجيا      | المعتقدات العائلية والآثار النفسية.                                                         | - كيف تؤثر اختيارات الوالدين على أطفالهما. - آثار الزواج من نفس الجنس على الأطفال. - العقم عند الذكور أو الإناث.                                                   |
| الطبقة الاجتماعية | المؤشرات الاقتصادية ورأس المال والتنقل والمهن ودخل الأسرة وأعلى مستوى تعليمي لأفراد الأسرة. | - تنقل الأسرة المهاجرة ضمن الولايات المتحدة الأمريكية. - انخفاض معدلات المواليد بين النساء المتعلمات تعليمًا عاليًا في اليابان.                                      |

## المنهجية

### الكمية
تُعتبر الدراسة الإحصائية الوطنية للتعداد أحد أفضل المصادر المعروفة لجمع البيانات التاريخية والمعاصرة عن الأسر. يحصل التعداد الوطني في كل أسرة في الولايات المتحدة الأمريكية مرةً كل 10 سنوات، وتُجرى دراسات على مستوى أصغر خلال هذه الفترة تُدعى «إحصاء المجتمع الأمريكي». يحتفظ مكتب التعداد الأمريكي الأكبر والشركات التابعة له في الولايات بجميع هذه الدراسات. يجمع مكتب الإحصاءات البيانات حول الأسر الأمريكية للأمة والولايات والمجتمعات، وتقدم بياناته إحصاءات عن الاتجاهات السائدة في تكوين الأسرة المعيشية والعائلة، وتبين عدد الأطفال والشباب والأزواج الذين يعيشون في الولايات المتحدة الأمريكية. تُنظَّم موجة الأسر هذه والترتيبات المعيشية ضمن مجموعات هي: رعاية الطفل والأطفال ودعم الطفل والعائلات والأسر المعيشية والخصوبة، الأجداد والأحفاد، الزواج والطلاق، الأزواج من نفس الجنس.

### النوعية
توجد طريقة أخرى لجمع البيانات هي وصف الأعراق البشرية أو البحث القائم على المشاركة في مراقبة الأسر، ويكون عادة حجم العينة صغيرًا نسبيًا للحصول على تحليل أكثر خصوصية للهياكل الزوجية أو غيرها من الهياكل الأسرية. يُعد النهج النوعي للبحث طريقةً ممتازة للتحقيق في ديناميات المجموعات والعلاقات الأسرية، وعلى وجه التحديد، يكون البحث النوعي حول موضوع العائلات مفيدًا بشكل خاص عند النظر إلى:
1. معانٍ أعمق تتعلق بالتفاعلات والعلاقات الأسرية.
2. معرفة المزيد عن وجهات النظر الداخلية بشأن العمليات الترابطية وملاحظة التغيرات.
3. النظر إلى الأسرة ضمن سياق أكبر.
4. توفير صوت لأفراد الأسرة المهمشين (مثل حالات سوء المعاملة).

تكون البيانات النوعية في كثير من الأحيان قادرة على توفير معلومات وفيرة وذات معنى، لا سيما بالنسبة للأسر متنوعة الهيكل.

## علم اجتماع العلاقة بين الأجناس
أدى بناء العرق في المجتمع الغربي وإلى حد ما على المستوى العالمي، إلى تشكل نظرة واضحة عن الألفة بين الأعراق، وعلى الرغم من أن العلاقات والزواج بين الأعراق أصبحت أكثر شعبية وحصدت قبولًا شعبيًا في الولايات المتحدة وأوروبا الغربية منذ عهد الحقوق المدنية، لا يزال يُنظر إلى هذه الزيجات باعتبارها غير مقبولة بشكل كامل من قبل عدد كبير من السكان. عالجت ستيفاني كوونتز من خلال كتابها «العائلات الأمريكية» الصعوبات التي مر بها هؤلاء الأزواج خلال الفترة التي سبقت قضية لوفينغ ضد فرجينيا، عندما أُعلن أن منع الزواج بين الأعراق هو أمر غير دستوري. عملت هذه القيود على فرض قاعدة القطرة الواحدة وإعادة فرض الهوية والامتيازات. واصل اليمين المتطرف على الصعيد الدولي الترويج لأفكار النقاء العنصري من خلال العمل على مقاومة تطبيع الأزواج والأسر بين الأعراق.

## الحياة الأسرية قبل الحداثة والخطاب الديني
لعبت الخطابات الدينية عبر التاريخ دورًا مهمًا في تكوين أفراد الأسرة وبناء أشكال معينة من السلوك الأسري، وكان لهذا الدور أهمية خاصة في الخطابات التي تناولت الحياة الجنسية للإناث. ومن الأمثلة على الدور الذي يؤديه الدين في هذا المجال هو «جنون الشعوذة» الذي انتشر في أوروبا خلال العصور الوسطى. يعتبر تيرنر، أن هذا كان بمثابة وسيلة لتنظيم سلوك النساء، وأن الهجوم على الساحرات هو في الأساس «انتقاد لنشاطهن الجنسي»، إذ ارتبطت النساء ارتباطًا وثيقًا بالسحر، فقد ساد الاعتقاد بأنهن معرضات لرغبات الشيطان الجنسية، وكان يُنظر إليهن على أنهن غير عقلانيات وعاطفيات ويفتقرن إلى ضبط النفس، ما جعلهن عرضةً بشكل خاص للإغراء الشيطاني.
يقول تيرنر إن المحاولات الرامية إلى تنظيم الطبيعة الجنسية للإناث من خلال الخطابات الدينية في حالة أوروبا الغربية، يجب فهمها في سياق المخاوف المتعلقة بإدارة الممتلكات الخاصة وضمان استمراريتها، وهكذا، كان يهدف الزواج بالنسبة للأرستقراطية المالكة للأرض إلى إنتاج وريث ذكر للحفاظ على ممتلكات الأسرة، وبما أن وفيات الأطفال أمر شائع، يترتب على النساء أن تحملن باستمرار أثناء زواجهن لضمان وريث ذكر حي. إضافةً لذلك، يجب أن يكون هذا الوريث شرعيًا، بغرض تجنب النزاعات على الميراث، ولا يمكن ضمان هذه الشرعية إلا من خلال زواج أرباب الأسر من العذارى وضمان عفة زوجاتهم طوال فترة الزواج. يجب أن تكون الفتيات على حد سواء، نقيات جنسيًا إذا كان ينبغي لهنَّ أن يكنَّ مؤهلات للزواج من أسر أخرى لديها ممتلكات. كانت مثل هذه الزيجات مدفوعة بالحاجة إلى إنجاب الأطفال، وتفتقر إلى أي من عناصر الإثارة الجنسية والتوافق الجنسي التي تمتلكها الزيجات المعاصرة.
انعكست هذه المصالح في أوروبا ما قبل الحداثة من خلال طبيعة الزواج، الذي كان عبارة عن عقود خاصة ومرتبة يمكن حلها بسهولة في الحالة التي يكون فيها إنتاج الأطفال أمرًا معرضًا للخطر بسبب عدم خصوبة المرأة أو عدم إخلاصها. ظهرت تعاريف أخرى للزواج بعد تدخل الكنيسة في ترتيباته، إذ أصبح الزواج مدى الحياة مطلوبًا، ولكن مع الاهتمام بتنظيم الحياة الجنسية، وخاصة الطبيعة الجنسية للمرأة.

## علم اجتماع الزواج
في عام 2015، صُمم زواج نظام العقيدة في التراث اليهودي المسيحي بعد التزام آدم وحواء مدى الحياة، وهو التزام قائم بين رجل وامرأة يُنتج من خلاله الزوجان أطفالًا ويشكلان الأسرة النواة. يتنازع بعض علماء الاجتماع الآن على الدرجة التي قد يعكس بها هذا الترتيب المثالي البنية الحقيقية للأسر في المجتمع الأمريكي. افترضت عالمة الاجتماع ستيفاني كوونتز في مقالتها عام 1995 التي حملت عنوان «الأسر الأمريكية وفخ الحنين»، أن الأسرة الأمريكية تُعرف أولًا وقبل كل شيء من خلال احتياجاتها الاقتصادية. فعلى سبيل المثال، اعتمدت الأسر في زمن الاستعمار على العبيد أو الخدم الذين عملوا سخرةً لدعم أنفسهم اقتصاديًا. تُجادل كوونتز بأن نموذج «ربة المنزل والمعيل» الحديث، لا يمتلك أساسًا تاريخيًا يُذكر، إذ ظهرت أسطورة العائلة السعيدة والأسرة النواة في الخمسينيات من القرن الماضي باعتبارها الهيكل العائلي الصحيح.
«تزداد الأسرة الحديثة تعقيدًا وتتغير تغيرًا عميقًا، بازدياد التقبل للتعايش من دون زواج والطلاق والأسر ذات الوالد الواحد والشراكات من نفس الجنس والعلاقات الأسرية المعقدة، حتى أن الأجداد يؤدون دورهم أيضًا».